# Sarbia (powiat wągrowiecki)
Sarbia – wieś w Polsce położona w województwie wielkopolskim, w powiecie wągrowieckim, w gminie Mieścisko.

## Historia
W czasie wojny francusko-pruskiej 1870-1871 mężczyźni z Sarbi (m.in. Michał Patelski) i innych wsi powiatu wągrowieckiego zmuszeni byli służyć w pruskim 3. pomorskim pułku NR 11 ("Katolik" 25 III 1871, nr 13, s. 1).
W latach 1975–1998 miejscowość należała administracyjnie do województwa poznańskiego.

## Zabytki
- kościół poewangelicki pod wezwaniem Matki Boskiej Bolesnej z 1903 lub 1905 roku.